# Llista de noms de plantes de Catalunya
Llistat dels principals noms populars de les plantes vasculars autòctones o naturalitzades (així com algunes de cultivades o subespontànies més freqüents) presents en el territori administratiu de Catalunya segons el criteri taxonòmic de l'obra Flora dels Països Catalans (2a edició, 1993). En total la llista consta de més de 2.200 noms vernaculars.
Vegeu també la llista de plantes de Catalunya ordenades per nom científic, que inclou també les plantes que no tenen nom comú.
| Índex A B C D E F G H I J K L M N O P Q R S T U V W X Y Z |

## A
- abadolera (Papaver rhoeas)
- abarset (Rhododendron ferrugineum)
- abarta (Rubus ulmifolius)
- abatzer (Rubus ulmifolius)
- abedoll (Betula pubescens)
- abellera aranyosa (Ophrys sphegodes)
- abellera becada (Ophrys scolopax)
- abellera catalana (Ophrys bertolonii)
- abellera de mirall (Ophrys speculum)
- abellera fosca (Ophrys fusca)
- abellera groga (Ophrys lutea)
- abellera vermella (Ophrys tenthredinifera)
- abret (Impatiens noli-tangere)
- abriüll (Tribulus terrestris)
- abriülls (Xanthium spinosum)
- abròtan (Artemisia abrotanum)
- abrull (Tribulus terrestris)
- absenta (Artemisia absinthium)
- abútilon (Abutilon teophrasti)
- acàcia (Robinia pseudoacacia)
- acant (Acanthus mollis)
- acònit blau (Aconitum napellus)
- acònit groc (Aconitum anthora)
- adiant (Adiantum capillus-veneris)
- agave (Agave americana)
- agèrat (Achillea ageratum)
- agnocast (Vitex agnus-castus)
- agram (Cynodon dactylon)
- agrasou (Ribes alpinum)
- agrassó (Ribes uva-crispa)
- agrella (Rumex acetosa)[1]
- agrella (Rumex acetosella)
- agrella de fulla rodona (Rumex scutatus)
- agrella borda (Oxalis acetosella)
- agrelleta (Rumex acetosella)
- agrelleta de bou (Rumex bucephalophorus)
- agreta (Oxalis acetosella)
- agrifoli (Ilex aquifolium)
- agriguella fina (Oxalis acetosella)
- agrimònia (Agrimonia eupatoria)
- aguilera (Aquilegia vulgaris)
- agulles (Geranium robertianum)
- agulles (Erodium sanguis-christi)
- agulles (Erodium cicutarium)
- agulles (Erodium malacoides)
- agulles (Erodium cicutarium)
- agulles de pastor (Scandix pecten-veneris)
- agulleta (Erodium malacoides)
- agulletes de bruixa (Erodium cicutarium)
- agulloles (Erodium cicutarium)
- agulloles (Scandix australis)
- agullots (Scandix pecten-veneris)
- ailant (Ailanthus altissima)
- aixalenca (Salix purpurea)
- ajoca-sapes (Cistus crispus)
- al·leluia (Oxalis corniculata)
- aladern allitendre (Phillyrea angustifolia)
- aladern de fulla ampla (Phillyrea latifolia)
- aladern de fulla estreta (Phillyrea angustifolia)
- aladern (Rhamnus alaternus)
- alba borda (Populus tremula)
- alba (Populus alba)
- albada (Anthyllis cytisoides)
- albaida (Anthyllis cytisoides)
- albardí (Lygeum spartum)
- albarzer (Rubus ulmifolius)
- albellatge (Hyparrhenia hirta)
- alberçoner (Arbutus unedo)
- albocer (Arbutus unedo)
- albocera (Arbutus unedo)
- alboix (Arbutus unedo)
- albó de muntanya (Asphodelus albus)
- albó (Asphodelus cerasiferus)
- albrocer (Arbutus unedo)
- aleixandri (Smyrnium olusatrum)
- alfalç marí (Medicago marina)
- alfalç (Medicago sativa)
- alfals arbori (Medicago arborea)
- alfals marí (Medicago marina)
- alfals-arbre (Medicago arborea)
- alfals (Medicago sativa)
- alfàbrega de pastor (Mentha suaveolens)
- alicantins (Rhamnus lycioides)
- aliguenya (Aquilegia vulgaris)
- aliguer (Celtis australis)
- alís (Vitex agnus-castus)
- all bord (Allium roseum)
- all daurat (Allium moly)
- all de bruguera (Allium ericetorum)
- all de bruixa (Allium roseum)
- all de bruixa (Muscari comosum)
- all de bruixa (Muscari neglectum)
- all de colobra (Allium roseum)
- all de culobra (Muscari comosum)
- all de moro (Allium roseum)
- all de serp (Muscari comosum)
- allassa blava (Muscari comosum)
- allassa vermella (Allium roseum)
- almegó blanc (Melilotus alba)
- almengó blanc (Melilotus alba)
- almesquí (Narcissus assoanus)
- almudella (Populus nigra)
- aloc (Vitex agnus-castus)
- altamira (Saxifraga longifolia)
- altimira (Saxifraga longifolia)
- alzina (vera) (Quercus ilex subsp. ilex)
- alzina ravell (Quercus coccifera)
- alzina surera (Quercus suber)
- alzineta (Teucrium chamaedrys)
- amarant blitoide (Amaranthus blitoides)
- amargot (Urospermum dalechampii)
- amargot (Urospermum picroides)
- ametller (Prunus dulcis)
- amor d'hortolà (Galium aparine)
- ampoina (Paeonia officinalis)
- ampoinera (Paeonia officinalis)
- anajó (Vaccinium myrtillus)
- anajús (Vaccinium myrtillus)
- andracne (Andrachne telephioides)
- andròsace càrnia (Androsace carnea)
- andròsace imbricada (Androsace vandellii)
- anfilaga (Ulex parviflorus)
- angelaga negra (Genista scorpius)
- angelets (Taraxacum officinale)
- angèlica de Montjuïc (Smyrnium olusatrum)
- angelins (Teucrium pyrenaicum)
- angilaga negra (Genista scorpius)
- antil·lis de muntanya (Anthyllis montana)
- apagafoc (Plantago sempervirens)
- apagallums (Scorzonera laciniata)
- apagallums (Sisymbrium irio)
- apagallums (Arisarum vulgare)
- apagallums (Taraxacum officinale)
- apegalós (Galium aparine)
- api cavallí (Smyrnium olusatrum)
- api de cavall (Smyrnium olusatrum)
- aquell de Síria (Gomphocarpus fruticosus)
- aquilègia (Aquilegia vulgaris)
- arabidopsis (Arabidopsis thaliana)
- aranya (Nigella damascena)
- aranyoner (Prunus spinosa)
- aranyó (Prunus spinosa)
- arbocer (Arbutus unedo)
- arbocera (Arbutus unedo)
- arbocó (Arbutus unedo)
- arboç (Arbutus unedo)
- arbre blanc (Populus alba)
- arbre de la seda (Gomphocarpus fruticosus)
- arbre de mal gruit (Ilex aquifolium)
- arbre de pi (Pistacia terebinthus)
- arbre de roca (Amelanchier ovalis)
- arbre de Sant Josep (Vitex agnus-castus)
- arbre de tinta (Phytolacca americana)
- arbre de visc (Ilex aquifolium)
- arbre negre (Alnus glutinosa)
- arbre poll (Populus nigra)
- arbre ver (Fraxinus angustifolia)
- arç blanc (Crataegus monogyna)
- arç de tanques (Lycium europaeum)
- arç groc (Hippophae rhamnoides)
- arç negre (Prunus spinosa)
- arç negre (Rhamnus lycioides)
- arçot comú (Rhamnus lycioides)
- arçot (Rhamnus lycioides)
- arenària (Spergularia rubra)
- argegalosa (Calicotome spinosa)
- argelaga hòrrida (Genista horrida)
- argelaga negra (Calicotome spinosa)
- argelaga negra (Coronilla juncea)
- argelaga negra (Genista scorpius)
- argelaga vera (Genista patens)
- argelaga vera (Genista scorpius)
- argelaga (Ulex parviflorus)
- argelaga (Calicotome spinosa)
- argelaga (Genista scorpius)
- argelagó (Genista hispanica)
- argentí blanc (Cistus albidus)
- argentí (Cistus laurifolius)
- argilaga (Ulex parviflorus)
- argilaga (Genista scorpius)
- argilaga borda (Genista scorpius)
- argilaga negra (Genista scorpius)
- argilorobi (Argyrolobium zanonii)
- arinjolera (Smilax aspera)
- aristolòquia rodona (Aristolochia rotunda)
- aristolòquia sarmentosa (Aristolochia clematitis)
- aritja (Smilax aspera)
- aríjol (Smilax aspera)
- arínjol (Smilax aspera)
- arínyol (Smilax aspera)
- arítjol (Smilax aspera)
- armalà (Peganum harmala)
- arpell (Picris echioides)
- arpellot (Picris echioides)
- arracades (Paronychia argentea)
- arròs bord (Sedum sediforme)
- arròs de l'ardat (Sedum sediforme)
- arròs de pardal (Sedum sediforme)
- arròs (Sarcocapnos enneaphylla)
- asarina (Antirrhinum asarina)
- aspre (Oxalis pes-caprae)
- asprella (Equisetum telmateia)
- aspreta (Equisetum hyemale)
- aspreta (Equisetum telmateia)
- assots (Osyris alba)
- assutzena blanca (Pancratium maritimum)
- assutzena d'arena (Pancratium maritimum)
- assutzena d'arenal (Pancratium maritimum)
- assutzena de mar (Pancratium maritimum)
- astruc (Daphne gnidium)
- atzavara (Agave americana)
- augelaga (Ulex parviflorus)
- auladella (Teucrium chamaedrys)
- aumot (Chenopodium album)
- aurán (Corylus avellana)
- auró arrugat (Acer campestre)
- auró blanc (Acer campestre)
- auró negre (Acer monspessulanum)
- ausineta (Teucrium chamaedrys)
- avajonera (Vaccinium myrtillus)
- avajó (Vaccinium myrtillus)
- avellaner (Corylus avellana)
- avellanetes (Oxalis pes-caprae)
- avena pradenca (Avenula pratensis)
- avet comú (Abies alba)
- avet de Noruega (Picea abies)
- avet roig (Picea abies)
- azalea procumbent (Loiseleuria procumbens)
- azarolera borda (Sorbus aucuparia)

## B
- bàbol (Lepidium draba)
- babol (Papaver rhoeas)
- badola (Aquilegia vulgaris)
- badola (Rumex scutatus)
- baladre (Acer opalus)
- baladre (Daphne gnidium)
- baladre (Genista linifolia)
- baladre (Helleborus viridis)
- baladre (Nerium oleander)
- baladre bord (Daphne gnidium)
- baladre petit (Daphne laureola)
- balbec (Plumbago europaea)
- bàlec (Calicotome spinosa)
- bàlec (Genista balansae)
- ballarida (Hypecoum procumbens)
- ballaster (Arthrocnemum macrostachyum)
- bàlsam comú (Carpobrotus edulis)
- bàlsam de cérvol (Stachys recta)
- bàlsam de jardí (Centranthus ruber)
- balsamina salvatge (Impatiens noli-tangere)
- banya de bou (Erodium cicutarium)
- banya de bou (Plantago coronopus)
- banya de cabra (Lotus ornithopodioides)
- banya de cabra (Lonicera implexa)
- banya de cervo (Plantago coronopus)
- barba blanca (Alyssum maritimum)
- barba d'ermità (Nigella damascena)
- barball (Scorzonera laciniata)
- barballa (Scorzonera laciniata)
- barballó (Lavandula latifolia)
- barbera (Verbena officinalis)
- bargalló (Chamaerops humilis)
- barralet (Muscari comosum)
- barralets (Umbilicus rupestris)
- barralets (Muscari neglectum)
- barrella (Salsola kali)
- barrella borda (Salsola kali)
- barrella espinosa (Salsola kali)
- barrella punxosa (Salsola kali)
- barretera (Petasites fragrans)
- barretets de capellà (Euonymus europaeus)
- barretets vermells (Euonymus europaeus)
- barretets (Umbilicus rupestris)
- barruixes (Arctostaphylos uva-ursi)
- barset (Rhododendron ferrugineum)
- bascallet (Muscari comosum)
- bastanaga (Daucus carota subsp. carota)
- bastanaguera (Daucus carota subsp. carota)
- bec de cigonya (Erodium malacoides)
- bec de cigonya (Erodium sanguis-christi)
- bedoll comú (Betula pendula)
- bedoll pubescent (Betula pubescens)
- bedot (Betula pubescens)
- bedut (Betula pubescens)
- belladona borda (Phytolacca americana)
- bellugadís (Briza minor)
- berbena (Verbena officinalis)
- berruguera (Chelidonium majus)
- bestenaguera (Daucus carota subsp. carota)
- besurt (Sorbus aucuparia)
- biva (Nerium oleander)
- blada de fulla gran (Acer opalus)
- blada típica (Acer opalus)
- blat de gos (Hordeum murinum)
- blat de Sant Joan (Hordeum murinum)
- blat del diable (Bromus madritensis)
- bled (Chenopodium murale)
- bleda borda (Beta vulgaris)
- bleda boscana (Beta vulgaris)
- bleda marítima (Beta vulgaris)
- bleda obscura (Beta vulgaris)
- bleda vermella (Beta vulgaris)
- bledera (Beta vulgaris)
- bledet foliós (Chenopodium foliosum)
- blenera (Phlomis lychnitis)
- blet blanc (Chenopodium album)
- blet bord (Chenopodium album)
- blet de paret (Parietaria officinalis)
- blet de paret (Chenopodium murale)
- blet (Amaranthus blitoides)
- blècnum (Blechnum spicant)
- boca de lleó (Antirrhinum majus)
- boca de llop (Digitalis purpurea)
- boix grèvol (Ilex aquifolium)
- boix marí (Ruscus aculeatus)
- boix mascle (Ruscus aculeatus)
- boix (Buxus sempervirens)
- boixac de camp (Calendula arvensis)
- boixac de jardí (Calendula officinalis)
- boixac ver (Calendula officinalis)
- boixera (Buxus sempervirens)
- boixereta (Arctostaphylos uva-ursi)
- boixerina (Arctostaphylos uva-ursi)
- boixeringa (Arctostaphylos uva-ursi)
- boixerol (Arctostaphylos uva-ursi)
- boixerol (Cneorum tricoccon)
- boixerola (Arctostaphylos uva-ursi)
- boixerola alpina (Arctostaphylos alpinus)
- bolaga (Dorycnium hirsutum)
- bonet blau (Aquilegia vulgaris)
- bonet de (Aquilegia vulgaris)
- bonet (Euonymus europaeus)
- bordiol (Cistus laurifolius)
- borraina (Borago officinalis)
- borraina de cingle (Ramonda myconi)
- borraixa (Borago officinalis)
- borratja (Borago officinalis)
- borratja borda (Echium vulgare)
- borratja de cingle (Ramonda myconi)
- borratja de roca (Ramonda myconi)
- borrinyoler (Amelanchier ovalis)
- borró (Ammophila arenaria)
- bosses de pastor (Capsella bursa-pastoris)
- botafoc (Plantago sempervirens)
- botets (Silene vulgaris)
- botges (Plantago sempervirens)
- botja blanca (Mercurialis tomentosa)
- botja blanca (Cistus albidus)
- botja d'escombres (Dorycnium pentaphyllum)
- botja de cuques (Anthyllis cytisoides)
- botja groga (Bupleurum fruticescens)
- botja peluda (Dorycnium hirsutum)
- botja (Globularia alypum)
- botja (Plantago sempervirens)
- botja (Helichrysum stoechas)
- botonets de gos (Orchis ustulata)
- botons de gat (Antirrhinum majus)
- botons de gos (Orchis ustulata)
- botó d'or (Ranunculus bulbosus)
- botxa (Plantago sempervirens)
- botxes de Sant Joan (Santolina chamaecyparissus)
- botxes (Daucus carota subsp. carota)
- box (Buxus sempervirens)
- bracera (Centaurea aspera)
- bragues de cucut (Digitalis purpurea)
- bràssica fruticulosa (Brassica fruticulosa)
- broida (Artemisia abrotanum)
- brom erecte (Bromus erectus)
- bruc boal (Erica arborea)
- bruc bouer (Erica arborea)
- bruc d'escombres (Erica scoparia)
- bruc d'hivern (Erica multiflora)
- bruc de bou (Erica arborea)
- bruc de bou (Erica multiflora)
- bruc de la flor blanca (Erica arborea)
- bruc de pipes (Erica arborea)
- bruc de soques (Erica arborea)
- bruc femella (Erica scoparia)
- bruc mascle (Erica arborea)
- bruc vertader (Erica arborea)
- bruguera (Erica multiflora)
- bruguerola (Calluna vulgaris)
- brusc (Ruscus aculeatus)
- brutònica (Teucrium chamaedrys)
- bufalaga pubescent (Thymelaea pubescens)
- bufalaga tintòria (Thymelaea tinctoria)
- bufallums (Sisymbrium irio)
- bufanaga (Daucus carota subsp. carota)
- bugiot (Thesium humifusum)
- burrissol (Stellaria media)

## C
- cabrafiguera (Ficus carica)
- cacaraquec (Papaver rhoeas)
- cadells (Nymphaea alba)
- cadells (Tribulus terrestris)
- cadells (Xanthium spinosum)
- cagamoix (Euphorbia serrata)
- cagamuixa (Euphorbia serrata)
- cagarrios (Euphorbia serrata)
- cairell (Tribulus terrestris)
- calabruixa grossa (Muscari comosum)
- calabruixa petita (Muscari neglectum)
- calcida blanca (Galactites tomentosa)
- calèndula (Calendula arvensis)
- calèndula (Calendula officinalis)
- cama-roja (Cichorium intybus)
- camamilla de la Mola (Santolina chamaecyparissus)
- camamilla de muntanya (Santolina chamaecyparissus)
- camamilla de Maó (Santolina chamaecyparissus)
- camamilla groga (Santolina chamaecyparissus)
- camamilla vera (Matricaria recutita)
- camamilla (Matricaria recutita)
- camarotja (Cichorium intybus)
- camedris (Teucrium chamaedrys)
- cameneri (Epilobium angustifolium)
- camisola de la Mare de Déu (Convolvulus arvensis)
- campanella (Convolvulus arvensis)
- campanella rosa (Convolvulus althaeoides)
- campaneta blava (Campanula persicifolia)
- campaneta cabdellada (Convolvulus lanuginosus)
- campaneta d'ortiga (Campanula trachelium)
- campaneta de bosc (Campanula trachelium)
- campaneta de mar (Calystegia soldanella)
- campaneta gran (Campanula speciosa)
- campaneta marina (Calystegia soldanella)
- campaneta (Aquilegia vulgaris)
- campaneta (Convolvulus arvensis)
- Campaneta de la Mare de Déu (Calystegia sepium)
- canaris (Coronilla valentina)
- candela (Arum italicum)
- candeler (Saxifraga longifolia)
- candelera (Verbascum thapsus L.)
- candelers (Ephedra fragilis)
- canets (Tribulus terrestris)
- cantamissa (Dorycnium hirsutum)
- canyet (Sorghum halepense)
- canyet (Phragmites australis)
- canyissot (Phragmites australis)
- canyís (Phragmites australis)
- canyot (Phragmites australis)
- canyota (Sorghum halepense)
- cap de moro (Muscari comosum)
- cap-blaus (Muscari neglectum)
- capadella (Umbilicus rupestris)
- capblanc (Iberis amara)
- capçalera (Saxifraga longifolia)
- capellans (Lepidium draba)
- capellets de paret (Umbilicus rupestris)
- capellets de teulada (Umbilicus rupestris)
- capil·lera negra (Asplenium adiantum-nigrum)
- capil·lera negra (Asplenium adiantum-nigrum)
- capil·lera (Adiantum capillus-veneris)
- caps blancs (Iberis amara)
- caps blancs (Daucus carota subsp. carota)
- caps blancs (Lobularia maritima)
- caps d'ase (Lavandula stoechas)
- capses grosses (Saxifraga longifolia)
- capsotí (Trifolium stellatum)
- caputxes (Aristolochia rotunda)
- caquell (Umbilicus rupestris)
- caramuixa (Asphodelus cerasiferus)
- carbassa (Aristolochia rotunda)
- carbassina (Bryonia cretica)
- carbassina pudent (Aristolochia rotunda)
- card blanc (Galactites tomentosa)
- card calapater (Galactites tomentosa)
- card corredor (Eryngium campestre)
- card de xeremia (Galactites tomentosa)
- card girgoler (Eryngium campestre)
- card marí (Eryngium maritimum)
- card panical marí (Eryngium maritimum)
- card panical (Eryngium campestre)
- card trompeter (Galactites tomentosa)
- cardamella (Carlina acanthifolia)
- cardet bord (Galactites tomentosa)
- cardet (Dipsacus fullonum)
- cardetes (Scabiosa atropurpurea)
- cardina (Carlina acanthifolia)
- cardot de paraire (Dipsacus fullonum)
- cardot (Dipsacus fullonum)
- cardó (Dipsacus fullonum)
- cardús (Dipsacus fullonum)
- cargola cicutària (Erodium cicutarium)
- cargola de roca (Erodium foetidum)
- cargola sanguínia (Erodium ciconium)
- carlina (Carlina acanthifolia)
- carlina cínara (Carlina acanthifolia)
- carolina (Coronilla juncea)
- carolina de bosc (Coronilla emerus)
- carolina (Coronilla valentina)
- carpassa (Aristolochia rotunda)
- carrasca (Quercus ilex subsp. rotundifolia)
- carrís (Phragmites australis)
- cartellatge (Viburnum lantana)
- carxofera de prat (Glaucium flavum)
- carxofeta de muntanya (Leuzea conifera)
- carxofeta (Leuzea conifera)
- cascall banyut (Glaucium flavum)
- cascall cornut (Glaucium flavum)
- cascall de mar (Glaucium flavum)
- cascall marí (Glaucium flavum)
- cascall (Papaver somniferum)
- cascaula (Genista hispanica)
- cascavells (Silene vulgaris)
- castanyer (Castanea sativa)
- cataprusa (Euphorbia serrata)
- catapúcia de Montserrat (Euphorbia serrata)
- catapúcia (Euphorbia serrata)
- càcia (Robinia pseudoacacia)
- càdec (Juniperus oxycedrus)
- càrex cariòfil (Carex caryophyllea)
- càrex de Haller (Carex halleriana)
- càrex glauc (Carex flacca)
- càrex pèndol (Carex pendula)
- càrritx (Phragmites australis)
- cebollí gal·lès (Allium fistulosum)
- celidònia (Ranunculus ficaria)
- celidònia (Chelidonium majus)
- cent-en-grana (Herniaria glabra)
- centcaps (Eryngium campestre)
- centrant (Centranthus ruber)
- cepell (Erica multiflora)
- cerasti aglomerat (Cerastium glomeratum)
- ceridoler (Sorbus domestica)
- cervellina (Plantago coronopus)
- cerverina (Plantago coronopus)
- cervina (Plantago coronopus)
- cibolla (Asphodelus fistulosus)
- cigala (Leuzea conifera)
- cinc-costures (Plantago lanceolata)
- cinc-en-rama (Potentilla reptans)
- cinc-nervis (Plantago lanceolata)
- cinc-nirvis (Plantago lanceolata)
- ciprell (Erica multiflora)
- ciprelló (Erica multiflora)
- cirell (Polygonum convolvulus)
- cirer bord (Prunus mahaleb)
- cirer de guilla (Prunus mahaleb)
- cirer de guineu (Prunus mahaleb)
- cirerer (Prunus avium)
- cirerer d'arboç (Arbutus unedo)
- cirerer de Betlem (Ruscus aculeatus)
- cirerer de guineu (Prunus mahaleb)
- cirerer de llop (Arbutus unedo)
- cirerer de pastor (Crataegus monogyna)
- cirerer de pastor (Arbutus unedo)
- cirerer de Santa Llúcia (Prunus mahaleb)
- cireres de moixó (Prunus mahaleb)
- cireretes del Bon Pastor (Ruscus aculeatus)
- cirerola (Ribes alpinum)
- cirialera (Salicornia europaea)
- citís platejat (Argyrolobium zanonii)
- citró (Senecio vulgaris)
- ciuró bord (Glaucium flavum)
- civada (Avena sativa)
- civada de capellà (Avena barbata)
- claus de Nostre Senyor (Muscari neglectum)
- clavallet pilós (Petrorhagia prolifera)
- clavell (Mallorca) (Limodorum abortivum)
- clavell blanc (Dianthus hyssopifolius)
- clavell bosquetà (Dianthus carthusianorum)
- clavell de gitano (Dianthus carthusianorum)
- clavell de pastor (Dianthus hyssopifolius)
- clavell de pom (Dianthus barbatus)
- clavell dels cartoixans (Dianthus carthusianorum)
- clavell punxent (Dianthus pungens)
- clavellet prolífer (Petrorhagia prolifera)
- clavellina de mort (Calendula officinalis)
- clematítide (Aristolochia clematitis)
- clop (Populus nigra)
- clum (Populus nigra)
- cobertora (Umbilicus rupestris)
- codonyer (Cydonia oblonga)
- cogombre amarg (Ecballium elaterium)
- cogombre bord (Ecballium elaterium)
- cogombre salvatge (Ecballium elaterium)
- coixí de frare (Erinacea anthyllis)
- coixí de monja (Erinacea anthyllis)
- col vera (Brassica oleracea)
- colelles (Silene vulgaris)
- coleta de mar (Calystegia soldanella)
- coleta marina (Calystegia soldanella)
- colissos (Silene vulgaris)
- colitxos (Silene vulgaris)
- colís (Silene vulgaris)
- coll de colom (Muscari comosum)
- collblau (Muscari neglectum)
- colomina (Fumaria capreolata)
- colomina (Fumaria officinalis)
- colpe (Populus nigra)
- coltell groc (Iris pseudacorus)
- comí barrat (Meum athamanticum)
- coniells (Genista monspessulana)
- conillet de tres fulles (Linaria cavanillesii)
- conillets (Silene vulgaris)
- conillets (Antirrhinum majus)
- conillets (Fumaria capreolata)
- consolda menor (Symphytum tuberosum)
- consolda petita (Symphytum tuberosum)
- consolda sarrainesca (Solidago virgaurea)
- coques (Umbilicus rupestris)
- coralet (Berberis vulgaris)
- cordonet (Santolina chamaecyparissus)
- corner (Amelanchier ovalis)
- cornera borda (Lonicera xylosteum)
- cornicabra (Pistacia terebinthus)
- cornicelis (Plantago coronopus)
- cornicervi (Plantago coronopus)
- corniguer (Amelanchier ovalis)
- corniol vulgar (Aquilegia vulgaris)
- cornulier (Amelanchier ovalis)
- corona de cingle (Saxifraga longifolia)
- corona de crist (Trifolium stellatum)
- corona de frare (Globularia alypum)
- corona de rei (Tetragonolobus maritimus)
- corona de rei (Lotus corniculatus)
- corona de rei (Saxifraga longifolia)
- coronella (Dorycnium hirsutum)
- coroneta (Coronilla emerus)
- coronil·la boscana (Coronilla emerus)
- coronil·la glauca (Coronilla valentina)
- coronil·la júncia (Coronilla juncea)
- coronil·la mínima (Coronilla minima)
- coronilla (Coronilla minima)
- coronilla (Coronilla valentina)
- corretjola blanca (Calystegia sepium)
- corretjola cantàbrica (Convolvulus cantabrica)
- corretjola de cavall (Tamus communis)
- corretjola de llei (Polygonum convolvulus)
- corretjola de serp (Convolvulus althaeoides)
- corretjola gran (Calystegia sepium)
- corretjola mascle (Calystegia sepium)
- corretjola rogenca (Convolvulus althaeoides)
- corretjola (Convolvulus arvensis)
- corriola (Convolvulus arvensis)
- corritjola (Convolvulus arvensis)
- corronyer (Amelanchier ovalis)
- corunyer (Amelanchier ovalis)
- coscoll (Quercus coccifera)
- coscoll de vesc (Ilex aquifolium)
- cosconilla (Reichardia picroides)
- cossiada (Globularia alypum)
- cotonera angustifòlia (Eriophorum angustifolium)
- cotonera de fulla estreta (Eriophorum angustifolium)
- cràssula (Crassula campestris)
- cresolera (Phlomis lychnitis)
- crespinell glauc (Sedum dasyphyllum)
- crespinell groc (Sedum acre)
- crespinell gros (Sedum sediforme)
- creuera (Cruciata laevipes)
- creus de Sant Antoni (Tribulus terrestris)
- cua d'egua (Equisetum telmateia)
- cua d'escorpí (Heliotropium europaeum)
- cua d'euga (Hordeum murinum)
- cua de ca equinada (Cynosurus echinatus)
- cua de ca (Lagurus ovatus)
- cua de cavall grossa (Equisetum telmateia)
- cua de cavall petita (Equisetum arvense)
- cua de cavall ramosa (Equisetum ramosissimum)
- cua de gos (Cynosurus cristatus)
- cua de guilla (Bromus hordeaceus)
- cua de rata (Hordeum murinum)
- cua de rossí (Equisetum telmateia)
- cubills (Hypecoum procumbens)
- cubripeus (Erodium cicutarium)
- cucut (Primula veris)
- cucut de rec (Lychnis flos-cuculi)
- cugot (Arum italicum)
- cugotí (Arisarum vulgare)
- cugul (Smyrnium olusatrum)
- cugula estèril (Avena sterilis)
- cugula (Avena barbata)
- cuixa barba (Scorzonera laciniata)
- cuixa barba (Urospermum dalechampii)
- cuixa de barba (Urospermum picroides)
- cuixa de dona (Urospermum dalechampii)
- cuixa de dona (Urospermum picroides)
- cuixa de senyora (Scorzonera laciniata)
- culleres de pastor (Leuzea conifera)
- cuniells (Silene vulgaris)
- curibells (Silene vulgaris)
- curraià (Cephalanthera longifolia)
- curripeus (Erodium cicutarium)
- curripeus (Erodium malacoides)

## D
- dafne pirinenc (Daphne cneorum)
- daurada (Polypodium vulgare)
- dauradella (Ceterach officinarum)
- dauradella borda (Asplenium adiantum-nigrum)
- dàctil (Dactylis glomerata)
- delloner (Celtis australis)
- delluner (Celtis australis)
- dent de lleó (Taraxacum officinale)
- dentelària (Plumbago europaea)
- desferracavalls (Hippocrepis comosa)
- despullabelitres (Rosa canina)
- didalera de Sant Jeroni (Digitalis purpurea)
- didalera groga (Digitalis purpurea)
- didalera (Digitalis purpurea)
- didals (Digitalis purpurea)
- digital purpúria (Digitalis purpurea)
- digital (Digitalis purpurea)
- dinada (Erica arborea)
- disciplinant (Reseda luteola)
- ditets de la Mare de Déu (Lonicera implexa)
- diva (Nerium oleander)
- dolceta (Samolus valerandi)
- dolçamel (Lonicera implexa)
- donzell (Artemisia absinthium)
- dracocèfal (Dracocephalum austriacum)
- driopteris austríac (Dryopteris carthusiana)
- dròsera comuna (Drosera rotundifolia)

## E
- Edelweiss (Leontopodium alpinum)
- el·lèbor verd (Helleborus viridis)
- ellbor (Thymus vulgaris)
- enciam de cavaller (Sanguisorba minor)
- enciam de patena (Portulaca oleracea)
- enciam de senyor (Samolus valerandi)
- enciamet de la Mare de Déu (Samolus valerandi)
- enciamet del senyor (Samolus valerandi)
- enciamet (Samolus valerandi)
- endianeta (Centranthus ruber)
- enganxadones (Xanthium spinosum)
- enganxadores (Xanthium spinosum)
- enganxagossos (Xanthium spinosum)
- englantina (Rosa sempervirens)
- englantina (Aquilegia vulgaris)
- epilobi (Epilobium angustifolium)
- equiset arvense (Equisetum arvense)
- equiset màxim (Equisetum telmateia)
- erable (Acer platanoides)
- eriçó (Erinacea anthyllis)
- erinus (Erinus alpinus)
- ermità (Nigella damascena)
- esbarzer (Rubus ulmifolius)
- escabiosa marítima (Scabiosa atropurpurea)
- escabiosa mossegada (Succisa pratensis)
- escandolosa (Arum italicum)
- escanyacabres (Cneorum tricoccon)
- escanyagats (Prunus spinosa)
- escanyallops (Aconitum vulparia)
- escanyallops (Aconitum napellus)
- escanyavelles (Rosa canina)
- escardassó (Dipsacus fullonum)
- escardot (Dipsacus fullonum)
- escarola borda (Cichorium intybus)
- esclafidors (Silene vulgaris)
- esclerant (Scleranthus annuus)
- escopetes (Phytolacca americana)
- escorsiada (Globularia alypum)
- escrofulària de ca (Scrophularia canina)
- escudet de riu (Nymphaea alba)
- escurçonera hispànica (Scorzonera hispanica)
- escurçonera laciniada (Scorzonera laciniata)
- escurnoi (Rhamnus lycioides)
- escurripa (Euphorbia serrata)
- escutel·lària alpina (Scutellaria alpina)
- esgarrallengües (Rubia peregrina)
- espadella (Iris pseudacorus)
- espantallops (Colutea arborescens)
- esparbonella (Sideritis hyssopifolia)
- esparga (Humulus lupulus)
- espart bord (Lygeum spartum)
- espàrrec bord (Monotropa hypopitys)
- espergulària vermella (Spergularia rubra)
- espernellac (Santolina chamaecyparissus)
- espina de Crist (Paliurus spina-christi)
- espina vineta (Berberis vulgaris)
- espina-xoca (Xanthium spinosum)
- espinadella (Salsola kali)
- espinal (Crataegus monogyna)
- espinalb (Crataegus monogyna)
- espinalera (Rhamnus lycioides)
- espinall (Crataegus monogyna)
- espinavessa (Paliurus spina-christi)
- espiral (Spiranthes spiralis)
- espirant de tardor (Spiranthes spiralis)
- espí negre (Rhamnus lycioides)
- espí (Crataegus monogyna)
- espígol comú (Lavandula latifolia)
- espígol femella (Lavandula angustifolia)
- espígol mascle (Lavandula latifolia)
- espígol ver (Lavandula angustifolia)
- espígol (Lavandula latifolia)
- espígol (Lavandula angustifolia)
- esporòbol (Sporobolus pungens)
- espunyidella peluda (Galium maritimum)
- esquamària (Lathraea squamaria)
- esquellada grossa (Rhinanthus mediterraneus)
- esquitxagossos (Ecballium elaterium)
- essència de pastor (Thymus serpyllum)
- estaca (Astragalus incanus)
- estanca sang (Fraxinus angustifolia)
- estel (Nigella damascena)
- estela-mare (Nigella damascena)
- estepa blanca (Cistus albidus)
- estepa borda (Cistus laurifolius)
- estepa borrera (Cistus salviifolius)
- estepa crespa (Cistus crispus)
- estepa d'escurar (Cistus albidus)
- estepa de muntanya (Cistus laurifolius)
- estepa groga (Fumana ericoides)
- estepa groga (Anthyllis cytisoides)
- estepa ladanífera (Cistus ladanifer)
- estepa llimonenca (Cistus monspeliensis)
- estepa margalida (Cistus albidus)
- estepa morisca (Cistus monspeliensis)
- estepa mosquera (Cistus ladanifer)
- estepa negra (Cistus ladanifer)
- estepa negra (Cistus salviifolius)
- estepa negra (Cistus monspeliensis)
- estepa populifòlia (Cistus populifolius)
- estepa (Cistus albidus)
- estepera fina (Cistus albidus)
- estepera (Cistus ladanifer)
- estepera (Cistus albidus)
- esteperol (Cistus clusii)
- esteperola vera (Cistus clusii)
- estepó (Cistus laurifolius)
- estépara blanca (Cistus albidus)
- estépara (Cistus albidus)
- estiragassó (Pisum sativum)
- estiravelles (Lepidium graminifolium)
- estrella de camp (Nigella damascena)
- estrelleta de monja (Ornithogalum umbellatum)
- estrepa (Cistus albidus)
- estrepa (Cistus albidus)
- estrigal (Urtica dioica)
- estronca-sangs (Lythrum salicaria)
- eucaliptus (Eucalyptus globulus)
- evònim (Euonymus europaeus)

## F
- faig (Fagus sylvatica)
- fajol bord (Polygonum convolvulus)
- falguera (Pteridium aquilinum)
- falguera aquilina (Pteridium aquilinum)
- falguera d'aigua (Azolla caroliniana)
- falguera de rei (Osmunda regalis)
- falguera femella (Athyrium filix-femina)
- falguera fràgil (Cystopteris fragilis)
- falguera gran (Osmunda regalis)
- falguera mascle (Dryopteris filix-mas subsp. filix-mas)
- falguereta (Asplenium fontanum)
- falguerola (Adiantum capillus-veneris)
- fals aladern (Phillyrea latifolia)
- falsa acàcia (Robinia pseudoacacia)
- falsa alfàbrega (Saponaria ocymoides)
- falsija borda (Asplenium ruta-muraria)
- falsija (Adiantum capillus-veneris)
- falsitja de roques (Asplenium adiantum-nigrum)
- falzia (Adiantum capillus-veneris)
- falzia blanca (Asplenium ruta-muraria)
- falzia de bosc (Asplenium adiantum-nigrum)
- falzia de pou (Asplenium trichomanes)
- falzia femella (Athyrium filix-femina)
- falzia mascle (Dryopteris filix-mas)
- falzia negra (Asplenium adiantum-nigrum)
- falzia prima (Asplenium septentrionale)
- falzia roja (Asplenium trichomanes)
- falzia vera (Adiantum capillus-veneris)
- falzia verda (Asplenium viride)
- falzilla (Adiantum capillus-veneris)
- farigola de pastor (Thymus serpyllum)
- farigola mascle (Coris monspeliensis)
- farigola mascle (Teucrium polium)
- farigola nigra (Thymus serpyllum)
- farigola (Thymus vulgaris)
- farigoler (Arctostaphylos uva-ursi)
- farigoleta (Thymus serpyllum)
- farinell (Arctostaphylos uva-ursi)
- faringoles (Arctostaphylos uva-ursi)
- farinjoler (Arctostaphylos uva-ursi)
- farinola (Arctostaphylos uva-ursi)
- farnola (Arctostaphylos uva-ursi)
- farot (Tilia platyphyllos)
- farratge bord (Trifolium pratense)
- farratge bord (Trifolium repens)
- fauzia (Adiantum capillus-veneris)
- fava (Vicia faba)
- favera (Vicia faba)
- faverola (Plumbago europaea)
- fàrfara (Tussilago farfara)
- fel i vinagre (Oxalis pes-caprae)
- felera (Aristolochia rotunda)
- fenal (Hyparrhenia hirta)
- fenal (Festuca ovina)
- fenalet (Brachypodium phoenicoides)
- fenals (Brachypodium phoenicoides)
- fenarda (Trifolium campestre)
- fenàs de bou (Hyparrhenia hirta)
- fenàs de canonet (Oryzopsis miliacea)
- fenàs de cuca (Hyparrhenia hirta)
- fenàs de marge (Brachypodium phoenicoides)
- fenàs mascle (Dactylis glomerata)
- fenàs (Brachypodium phoenicoides)
- fenàs (Hyparrhenia hirta)
- fenoll (Foeniculum vulgare)
- feridora (Stachys recta)
- ferradura (Hippocrepis comosa)
- fesols bords (Lathyrus clymenum)
- fesols (Lathyrus clymenum)
- festuca supina (Festuca airoides)
- fetgera blanca (Parnassia palustris)
- ficària (Ranunculus ficaria)
- figuera de moro (Opuntia ficus-barbarica)
- figuera (Ficus carica)
- filamaria (Erodium malacoides)
- fills-abans-que-el-pare (Tussilago farfara)
- filmaria comuna (Erodium malacoides)
- fisantil·lis (Anthyllis tetraphylla)
- fiteuma hemisfèric (Phyteuma hemisphaericum)
- fleix (Fraxinus angustifolia)
- fletxes (Hordeum murinum)
- flèum (Phleum phleoides)
- flor d'aranya (Nigella damascena)
- flor d'avellana (Oxalis pes-caprae)
- flor d'en Nyofà (Nymphaea alba)
- flor d'onze mesos (Senecio vulgaris)
- flor de cucut (Primula veris)
- flor de mort (Helichrysum stoechas)
- flor de neu (Leontopodium alpinum)
- flor de pastor (Daphne cneorum)
- flor de Sant Joan (Helichrysum stoechas)
- flor de Sant Joan (Hypericum perforatum)
- flor de Sant Pere (Hypericum perforatum)
- flor de tot l'any (Calendula officinalis)
- flor del simi (Orchis simia)
- floravia (Xanthium spinosum)
- floravia (Centaurea solstitialis)
- flor de l'home penjat (Aceras anthropophorum)
- flors de tot l'any (Helichrysum stoechas)
- foixarda (Globularia alypum)
- folguerila (Cheilanthes vellea)
- folguerola (Adiantum capillus-veneris)
- fonoll (Foeniculum vulgare)
- fonollada groga (Odontides lutea)
- fonollassa (Daucus carota subsp. carota)
- fonollera (Foeniculum vulgare)
- formiguera (Urtica urens)
- forquilles (Erodium cicutarium)
- forquilles (Erodium malacoides)
- fraga (Fragaria vesca)
- fragassa (Potentilla reptans)
- fraguera (Fragaria vesca)
- frare bec (Arisarum vulgare)
- frare cugot (Arisarum vulgare)
- fraret (Arisarum vulgare)
- fraula (Fragaria vesca)
- fraulera (Fragaria vesca)
- fràngula (Phillyrea angustifolia)
- freixe de fulla gran (Fraxinus excelsior)
- freixe de fulla petita (Fraxinus angustifolia)
- freixera (Fraxinus angustifolia)
- frígola (Teucrium polium)
- frígola (Thymus vulgaris)
- fromental (Arrhenatherum elatius)
- fruila (Thymus vulgaris)
- fulles de cinc nervis (Plantago lanceolata)
- fum de terra (Fumaria capreolata)
- fumària blanca (Fumaria capreolata)
- fumària de flor menuda (Fumaria parviflora)
- fumària enfiladissa (Fumaria capreolata)
- fumària (Fumaria officinalis)
- fumdeterra (Fumaria parviflora)
- fumdeterra (Fumaria officinalis)

## G
- gabarró (Reseda luteola)
- gafalloses (Picris hieracioides)
- gaigallaret (Papaver rhoeas)
- gal·ler (Quercus faginea)
- galda (Reseda luteola)
- galdiró (Calendula arvensis)
- gall (Papaver rhoeas)
- gallaret (Papaver rhoeas)
- gallarets (Papaver rhoeas)
- gallerets (Fumaria officinalis)
- gallet (Papaver rhoeas)
- gallufa (Arctostaphylos uva-ursi)
- gallufera (Arctostaphylos uva-ursi)
- galsa (Reseda luteola)
- galzeran (Ruscus aculeatus)
- gaons (Ononis natrix)
- garballó (Chamaerops humilis)
- gardans (Rosa sempervirens)
- gargaller (Crataegus monogyna)
- garlanda (Vicia cracca)
- garric (Quercus coccifera)
- garrofer (Ceratonia siliqua)
- arrofer bord (Pistacia terebinthus)
- garronada (Calendula officinalis)
- garrupa (Cneorum tricoccon)
- gat pixat (Erica arborea)
- gatassa (Ranunculus ficaria)
- gatell (Tamarix africana)
- gatell (Salix cinerea)
- gatets (Antirrhinum barrelieri)
- gatmaimó (Tamus communis)
- gatolins (Antirrhinum majus)
- gatoll (Phillyrea latifolia)
- gatosa europea (Ulex europaeus)
- gatosa marina (Calicotome spinosa)
- gatosa negra (Calicotome spinosa)
- gatosa negra (Genista scorpius)
- gatosa (Ulex parviflorus)
- gats (Galium aparine)
- gatsaule (Salix caprea)
- gauget (Calendula officinalis)
- gaugé (Calendula officinalis)
- gaujat (Calendula officinalis)
- gavarrera mosqueta (Rosa sempervirens)
- gavarrera (Lonicera implexa)
- gavarrera (Rosa canina)
- gavarrera (Rosa sempervirens)
- gavarró (Reseda luteola)
- gavó menut (Ononis minutissima)
- gavó rotundifoli (Ononis rotundifolia)
- gavó (Ononis natrix)
- gazul (Aizoon hispanicum)
- genciana acaule (Gentiana acaulis)
- genciana de Burser (Gentiana burseri)
- genciana verna (Gentiana verna)
- gerani (Geranium molle)
- gerani cineri (Geranium cinereum)
- gerani lluent (Geranium lucidum)
- gerani nuós (Geranium nodosum)
- gerani sanguini (Geranium sanguineum)
- gerani (Geranium robertianum)
- gerani (Geranium rotundifolium)
- gerder (Rubus idaeus)
- gerdera silvestre (Vaccinium myrtillus)
- gerdera (Rubus idaeus)
- gerdoner (Rubus idaeus)
- gerdonera (Vaccinium myrtillus)
- gerdonera (Rubus idaeus)
- gerdó (Rubus idaeus)
- gersera (Rubus idaeus)
- gessamí bord (Clematis flammula)
- gessamí de llop (Osyris alba)
- gessamí groc (Jasminum fruticans)
- gimnadènia (Gymnadenia conopsea)
- ginebre (Juniperus communis)
- ginesta biflora (Genista biflora)
- ginesta blanca (Osyris alba)
- ginesta borda (Genista balansae)
- ginesta borda (Ephedra fragilis)
- ginesta d'escombres (Sarothamnus scoparius)
- ginesta de bolles vermelles (Osyris alba)
- ginesta de Montpeller (Genista monspessulana)
- ginesta de sureda (Genista triflora)
- ginesta linifòlia (Genista linifolia)
- ginesta patent (Genista patens)
- ginesta sessilifòlia (Cytisophyllum sessilifolium)
- ginesta triflora (Genista triflora)
- ginesta vera (Spartium junceum)
- ginesta vera (Genista patens)
- ginesta vimatera (Retama sphaerocarpa)
- ginesta (Spartium junceum)
- ginestell (Sarothamnus arboreus)
- ginestell català (Sarothamnus arboreus)
- ginestell cineri (Genista cinerea subsp. ausetana)
- ginestell comú (Sarothamnus scoparius)
- ginestell (Genista cinerea subsp. ausetana)
- ginestera vimenera (Retama sphaerocarpa)
- ginestera (Spartium junceum)
- ginestera (Coronilla juncea)
- ginestola gàl·lica (Chamaecytisus supinus)
- ginestola pilosa (Genista pilosa)
- ginestó (Osyris alba)
- girasol (Heliotropium europaeum)
- givert (Petroselinum crispum)
- gíngol blau (Iris germanica)
- gíngol groc (Iris pseudacorus)
- gojat (Calendula officinalis)
- gossos (Antirrhinum majus)
- gossos (Tribulus terrestris)
- gòdua (Sarothamnus scoparius)
- gradanes (Rosa canina)
- graixiva (Ribes alpinum)
- gram (Cynodon dactylon)
- gram de porc (Potentilla reptans)
- gram negre (Potentilla reptans)
- gram porquí (Potentilla reptans)
- grandalla (Narcissus poeticus)
- gratacul (Rosa canina)
- gravit (Asteriscus spinosus)
- gregòria (Vitaliana primuliflora)
- grejol (Iris germanica)
- gresolera (Arum italicum)
- gresolet (Arisarum vulgare)
- grèvol (Ilex aquifolium)
- groguet (Calendula officinalis)
- galda (Reseda luteola)
- guantera (Digitalis purpurea)
- guants de la Mare de Déu (Aquilegia vulgaris)
- guàrdol (Cistus laurifolius)
- guingues del Bon Pastor (Ruscus aculeatus)
- guirnalda (Helichrysum stoechas)
- guitarra (Dipsacus fullonum)
- guitarra (Leuzea conifera)
- guixola (Dorycnium hirsutum)
- guixola (Lathyrus clymenum)
- guixons (Lathyrus cicera)
- guixó articulat (Lathyrus clymenum)
- guixó cigronenc (Lathyrus cicera)
- guixó de Tànger (Lathyrus tingitanus)
- güelles salades (Geranium robertianum)

## H
- harmala (Peganum harmala)
- harmalà (Peganum harmala)
- hàrmala (Peganum harmala)
- heliantem itàlic (Helianthemum oelandicum)
- heliantem maculat (Helianthemum guttatum)
- heliantem nummular (Helianthemum nummularium)
- heliantem tomentós (Helianthemum nummularium)
- herba (Euphorbia serrata)
- herba aferradissa (Rubia peregrina)
- herba apegalosa (Parietaria officinalis)
- herba balonera (Sanguisorba minor)
- herba barbera (Verbena officinalis)
- herba bellugadissa (Briza media)
- herba berruguera (Heliotropium europaeum)
- herba blanca (Parnassia palustris)
- herba blanca (Alyssum maritimum)
- herba blanca (Sideritis hirsuta)
- herba blanca (Phlomis lychnitis)
- herba blava (Polygala calcarea)
- herba bormera (Clematis recta)
- herba cabruna (Psoralea bituminosa)
- herba caragolera (Phlomis lychnitis)
- herba clavera (Helleborus foetidus)
- herba cuquera (Teucrium polium)
- herba cuquera (Tanacetum vulgare)
- herba d'agulles (Erodium cicutarium)
- herba d'almesc (Erodium sanguis-christi)
- herba d'arenes (Plantago coronopus)
- herba d'inflamació (Vitaliana primuliflora)
- herba d'olives (Satureja montana)
- herba d'orenetes (Chelidonium majus)
- herba daurada (Ceterach officinarum)
- herba de (Parietaria officinalis)
- herba de ballester (Spartium junceum)
- herba de bàlsam (Sideritis hyssopifolia)
- herba de borm (Filago pyramidata)
- herba de capseta (Nigella damascena)
- herba de capsigrany (Trifolium stellatum)
- herba de cardina (Senecio vulgaris)
- herba de cinc nirvis (Plantago lanceolata)
- herba de cinc nirvis (Plantago lagopus)
- herba de cinc venes (Plantago lanceolata)
- herba de cinc venes (Plantago lagopus)
- herba de cingle (Saxifraga longifolia)
- herba de colom (Fumaria officinalis)
- herba de cop (Hypericum perforatum)
- herba de cordó negre (Asplenium trichomanes)
- herba de cuca (Euphorbia serrata)
- herba de fum (Fumaria officinalis)
- herba de gallina (Galium aparine)
- herba de gallina (Stellaria media)
- herba de gauda (Aristolochia rotunda)
- herba de Job (Clematis flammula)
- herba de l'enaiguament (Succisa pratensis)
- herba de l'erisipela (Ruscus aculeatus)
- herba de la castedat (Vitex agnus-castus)
- herba de la feridura (Stachys recta)
- herba de la feridura (Sideritis hirsuta)
- herba de la freixura (Pulmonaria affinis)
- herba de la gota (Drosera rotundifolia)
- herba de la gouda (Aristolochia rotunda)
- herba de la mala bua (Polygonum persicaria)
- herba de la marfuga (Aristolochia pistolochia)
- herba de la Mare de Déu (Parietaria officinalis)
- herba de la princesa (Prunella vulgaris)
- herba de la prunel·la (Prunella vulgaris)
- herba de la roca (Sedum sediforme)
- herba de la sang (Dorycnium hirsutum)
- herba de la tos (Borago officinalis)
- herba de la tos (Ramonda myconi)
- herba de les puces (Plantago afra)
- herba de las puses (Plantago sempervirens)
- herba de les berrugues (Chelidonium majus)
- herba de les ferides (Prunella vulgaris)
- herba de les mamelles (Lapsana communis)
- herba de les morenes (Dorycnium hirsutum)
- herba de les morenes (Ranunculus ficaria)
- herba de les sangs (Tanacetum vulgare)
- herba de les set sagnies (Lithospermum fruticosum)
- herba de les xinxes (Vitex agnus-castus)
- herba de llagues (Clematis flammula)
- herba de llunetes (Biscutella calduchii)
- herba de mur (Parietaria officinalis)
- herba de paret (Parietaria officinalis)
- herba de pastor (Dorycnium hirsutum)
- herba de pastor (Thymus serpyllum)
- herba de plata (Mesembryanthemum crystallinum)
- herba de polls (Daphne gnidium)
- herba de puces (Plantago sempervirens)
- herba de queixal (Sanguisorba minor)
- herba de rellotge (Erodium cicutarium)
- herba de remuc (Rubia peregrina)
- herba de ronya (Leuzea conifera)
- herba de sant Jordi (Centranthus ruber)
- herba de santa Maria (Centranthus ruber)
- herba de setge (Dorycnium hirsutum)
- herba de Sant Antoni (Stachys recta)
- herba de Sant Antoni (Sideritis hirsuta)
- herba de Sant Joan (Santolina chamaecyparissus)
- herba de Sant Joan (Hypericum perforatum)
- herba de Sant Llorenç (Astragalus monspessulanus)
- herba de Sant Ponç (Teucrium polium)
- herba de Sant Robert (Geranium robertianum)
- herba de Santa Llúcia (Salvia verbenaca)
- herba de Santa Paula (Centaurium quadrifolium)
- herba de talls (Pinguicula grandiflora)
- herba de talls (Sanguisorba minor)
- herba de talls (Saxifraga longifolia)
- herba de tres claus (Xanthium spinosum)
- herba de vesc (Viscum album)
- herba de vibre (Echium vulgare)
- herba de vinyes (Foeniculum vulgare)
- herba del ferro (Hippocrepis comosa)
- herba del mal de pedra (Herniaria glabra)
- herba del mal de cor (Leonurus cardiaca)
- herba del mal estrany (Inula montana)
- herba del mal estrany (Jasonia tuberosa)
- herba del meu (Meum athamanticum)
- herba del mos del diable (Succisa pratensis)
- herba del pobre home (Gratiola officinalis)
- herba del traïdor (Prunella vulgaris)
- herba dels constipats (Tanacetum vulgare)
- herba dels fics (Daphne mezereum)
- herba dels gitanos (Plantago sempervirens)
- herba dels innocents (Fumaria officinalis)
- herba dels ulls (Chelidonium majus)
- herba dels verms (Tanacetum vulgare)
- herba donzella (Vinca major)
- herba dormidora (Papaver somniferum)
- herba esquellera (Rhinanthus mediterraneus)
- herba estanyera (Equisetum telmateia)
- herba febrera (Asteriscus spinosus)
- herba felera (Asplenium trichomanes)
- herba felera (Polygonum persicaria)
- herba felera (Aristolochia rotunda)
- herba foradada (Hypericum perforatum)
- herba forrera (Sanguisorba minor)
- herba freixurera (Phyllitis scolopendrium)
- herba freixurera (Sarcocapnos enneaphylla)
- herba gelada (Mesembryanthemum crystallinum)
- herba melsera (Phyllitis scolopendrium)
- herba morenera (Phagnalon saxatile)
- herba negra (Dorycnium hirsutum)
- herba passarella (Spergularia rubra)
- herba passerella (Heliotropium europaeum)
- herba passerellera (Heliotropium europaeum)
- herba pedrera (Loiseleuria procumbens)
- herba peluda (Ramonda myconi)
- herba pigotera (Polypodium vulgare)
- herba pollera (Daphne gnidium)
- herba presseguera (Polygonum persicaria)
- herba pucera (Plantago sempervirens)
- herba pudent (Scrophularia canina)
- herba pusera (Plantago sempervirens)
- herba remugadora (Rubia peregrina)
- herba remuguera (Rubia peregrina)
- herba roberta (Geranium robertianum)
- herba rodona (Koeleria vallesiana)
- herba roquera (Parietaria officinalis)
- herba sabonera (Saponaria officinalis)
- herba salda (Salicornia europaea)
- herba tana (Tanacetum vulgare)
- herba tora (Aconitum anthora)
- herba tora (Aconitum napellus)
- herba tossera (Ramonda myconi)
- herba tossina (Ramonda myconi)
- herba verinosa (Aconitum napellus)
- herba vermella (Spergularia rubra)
- herba-sana (Senecio vulgaris)
- herba-sana borda (Mentha suaveolens)
- herniària vera (Herniaria glabra)
- heura (Hedera helix)
- heura del diable (Smilax aspera)
- heura espinosa (Smilax aspera)
- hisop (Hyssopus officinalis)

## I
- indianeta (Centranthus ruber)
- isoetes (Isoetes lacustris)
- isoetes de Durieu (Isoetes duriei)

## J
- jasíone montana (Jasione montana)
- jaumet (Calendula officinalis)
- joliu (Scilla lilio-hyacinthus)
- jonc agut (Juncus acutus)
- jonc boval (Scirpus holoschoenus)
- jonc marí (Juncus maritimus)
- jonc marí (Juncus acutus)
- jonc negre (Schoenus nigricans)
- jonquet (Eleocharis palustris)
- jordonera (Rubus idaeus)
- jordó (Rubus idaeus)
- juevert (Petroselinum crispum)
- julivert bord (Daucus carota subsp. carota)
- julivert bord (Fumaria officinalis)
- julivert d'isard (Xatardia scabra)
- julivert de galipau (Daucus carota subsp. carota)
- julivert de gripau (Daucus carota subsp. carota)
- julivert de moro (Smyrnium olusatrum)
- julivert ver (Petroselinum crispum)
- julivert (Petroselinum crispum)
- jull (Lolium temulentum)
- jurdum (Rubus idaeus)
- jurdú (Rubus idaeus)
- juvavert (Petroselinum crispum)

## L
- ladoner (Celtis australis)
- ladó (Celtis australis)
- lami incís (Lamium hybridum)
- licopodi (Lycopodium clavatum)
- licopodi annotí (Lycopodium annotinum)
- licopodi selago (Lycopodium selago)
- lidoner (Celtis australis)
- lidó (Celtis australis)
- lilà de terra (Centranthus ruber)
- limodor abortiu (Limodorum abortivum)
- linària estriada (Linaria repens)
- linària supina (Linaria supina)
- listera ovada (Listera ovata)
- litra (Lythrum salicaria)
- líjula (Oxalis corniculata)
- lladern de fulla estreta (Phillyrea angustifolia)
- lladern (Rhamnus alaternus)
- lladó (Celtis australis)
- llagastes (Xanthium spinosum)
- llambra (Stipa offneri)
- llampedrell (Rhamnus alaternus)
- llampoina (Paeonia officinalis)
- llampuga (Pistacia terebinthus)
- llampuga (Rhamnus alaternus)
- llampuguera (Rhamnus alaternus)
- llampúgol (Rhamnus alaternus)
- llança de Crist (Ophioglossum vulgatum)
- llanternes (Nigella damascena)
- llaurer (Laurus nobilis)
- llàgrimes d'ase (Galium maritimum)
- lledànies (Teucrium polium)
- lledoner (Celtis australis)
- lledonis (Celtis australis)
- llengua de bou (Echium vulgare)
- llengua de cérvol (Phyllitis scolopendrium)
- llengua de gallina (Stellaria holostea)
- llengua de passarell (Teucrium polium)
- llengua de serp (Ophioglossum vulgatum)
- llentia d'aigua (Lemna minor)
- llenties bordes (Ononis natrix)
- llentilla d'aigua (Lemna minor)
- llentiscle (Pistacia lentiscus)
- llerca (Euphorbia nicaeensis)
- llet d'ocell (Ornithogalum umbellatum)
- llet de gallina (Ornithogalum umbellatum)
- llet de pardal (Ornithogalum umbellatum)
- lletarassa (Euphorbia dendroides)
- lletera borda (Helleborus foetidus)
- lletera (Euphorbia helioscopia)
- lletera (Euphorbia serrata)
- lleteresa arbòria (Euphorbia dendroides)
- lleteresa biumbel·lada (Euphorbia biumbellata)
- lleteresa de bosc (Euphorbia amygdaloides)
- lleteresa de camp (Euphorbia segetalis)
- lleteresa de fulla estreta (Euphorbia cyparissias)
- lleteresa de sorral (Euphorbia paralias)
- lleteresa marina (Euphorbia paralias)
- lleteresa serrada (Euphorbia serrata)
- lleteresa terracina (Euphorbia terracina)
- lleteresa verrucosa (Euphorbia flavicoma)
- lleteresa vesquera (Euphorbia characias)
- lleterola (Euphorbia helioscopia)
- lleterola d'hort (Euphorbia helioscopia)
- lleterola de bosc (Euphorbia nicaeensis)
- lleterola exigua (Euphorbia exigua)
- lleterola peplus (Euphorbia peplus)
- lleterola (Euphorbia serrata)
- lletrera borda (Helleborus foetidus)
- lletrera de visc (Euphorbia characias)
- lletrera visquera (Euphorbia characias)
- lletrera (Euphorbia dendroides)
- lletsó d'ase (Taraxacum officinale)
- lletsó d'hort (Sonchus oleraceus)[2]
- lletsó de cadernera (Sonchus tenerrimus)
- lletsó de foc (Senecio vulgaris)
- lletsó de paret (Sonchus tenerrimus)[2]
- lletsó fi (Sonchus tenerrimus)[2]
- lletsó oleraci (Sonchus oleraceus)
- lletsó petit (Sonchus tenerrimus)
- lletsó punxós (Sonchus asper)[2]
- lletsó (Senecio vulgaris)
- lletuga de bosc (Mycelis muralis)
- llevagat (Calendula arvensis)
- llevamà (Calendula officinalis)
- llevamà (Calendula arvensis)
- lli de narbona (Linum narbonense)
- lli sufruticós (Linum tenuifolium subsp. tenuifolium)
- llicutet (Arbutus unedo)
- llidoner (Celtis australis)
- llidó (Celtis australis)
- lligabosc atlàntic (Lonicera periclymenum)
- lligabosc etrusc (Lonicera etrusca)
- lligabosc mediterrani (Lonicera implexa)
- lligacames (Rubia peregrina)
- llipoter (Arbutus unedo)
- lliri blanc de marines (Pancratium maritimum)
- lliri blau (Iris germanica)
- lliri comú (Iris germanica)
- lliri d'aigua (Nymphaea alba)
- lliri d'ase (Muscari neglectum)
- lliri d'ase (Muscari comosum)
- lliri de canet (Pancratium maritimum)
- lliri de mar (Pancratium maritimum)
- lliri de neu (Galanthus nivalis)
- lliri de Santa Cristina (Pancratium maritimum)
- lliri groc (Iris pseudacorus)
- lliroia (Spartium junceum)
- llironer (Celtis australis)
- llistó (Festuca ovina)
- llistó (Brachypodium retusum)
- llobí bord (Lupinus angustifolius)
- llobí pilós (Lupinus angustifolius)
- llor (Laurus nobilis)
- llorer bord (Viburnum tinus)
- llorer bord (Ruscus aculeatus)
- llorer mascle (Daphne laureola)
- llorer rosa (Nerium oleander)
- llorer (Laurus nobilis)
- lloreret (Daphne laureola)
- lloriola (Daphne laureola)
- llums (Arisarum vulgare)
- llunària (Botrychium lunaria)
- lluqueta (Globularia cordifolia)
- llúpol (Humulus lupulus)
- lot corniculat (Lotus corniculatus)
- lot ornitopodioide (Lotus ornithopodioides)
- lot siliquós (Tetragonolobus maritimus)
- lújula (Oxalis corniculata)
- lúzula de Forster (Luzula forsteri)

## M
- macaleba (Prunus mahaleb)
- macaleu (Prunus mahaleb)
- maçanelles (Helichrysum stoechas)
- maçanera borda (Sorbus torminalis)
- maçanera borda (Sorbus aria)
- madastra (Mentha suaveolens)
- maduixa de gerd (Rubus idaeus)
- maduixera borda (Potentilla reptans)
- maduixera (Fragaria vesca)
- magraner bord (Punica granatum)
- magraner (Punica granatum)
- maimó (Tamus communis)
- majola (Matricaria recutita)
- mal d'ulls (Euphorbia helioscopia)
- mal hivern (Rhamnus lycioides)
- malbec (Helleborus foetidus)
- malcoratge (Mercurialis annua)
- maleïda (Linum tenuifolium subsp. tenuifolium)
- malgirasol (Heliotropium europaeum)
- mallenquera (Amelanchier ovalis)
- malrèbol (Marrubium vulgare)
- malroig (Marrubium vulgare)
- malroit (Marrubium vulgare)
- malroïns (Marrubium vulgare)
- malrubí blanc (Marrubium vulgare)
- malrubí (Marrubium vulgare)
- malva comuna (Malva sylvestris)
- malva crètica (Lavatera cretica)
- malva d'arbre (Lavatera arborea)
- malva de roca (Lavatera maritima)
- malva gran (Lavatera arborea)
- malva major (Malva sylvestris)
- malva reial (Lavatera arborea)
- malvera (Lavatera arborea)
- malvesc (Plumbago europaea)
- mamaconillets (Antirrhinum majus)
- mamallera (Lonicera implexa)
- mamelluts (Arthrocnemum macrostachyum)
- manetes de la mare de Déu (Lonicera xylosteum)
- mangraner (Punica granatum)
- mansenga marina (Cyperus capitatus)
- mansiulo (Helleborus foetidus)
- manxiuler (Helleborus foetidus)
- manxiulot (Helleborus foetidus)
- marcet (Dipcadi serotinum)
- marcet (Muscari comosum)
- marcet (Muscari neglectum)
- marcívol (Helleborus foetidus)
- marcoset (Euphorbia helioscopia)
- marcòlic vermell (Lilium martagon)
- marduix (Marrubium vulgare)
- mareselva (Lonicera implexa)
- marfull (Viburnum tinus)
- margall bord (Hordeum murinum)
- margall dret (Lolium rigidum)
- margallonera (Chamaerops humilis)
- margalló (Chamaerops humilis)
- margarida de prat (Leucanthemum vulgare)
- margarida vera (Leucanthemum vulgare)
- marimó (Tamus communis)
- marioges (Fragaria vesca)
- mariotxes (Fragaria vesca)
- marreus (Marrubium vulgare)
- marsília (Marsilea quadrifolia)
- martoll (Fragaria vesca)
- marxígol (Helleborus foetidus)
- marxívol (Helleborus foetidus)
- mastaguera (Cichorium intybus)
- Mata (Pistacia lentiscus)
- mata de la seda (Gomphocarpus fruticosus)
- mata de riu (Vitex agnus-castus)
- matablat blanc (Iberis amara)
- matablat comú (Iberis amara)
- matablat (Iberis amara)
- matabou (Bupleurum fruticosum)
- matacà (Sambucus ebulus)
- matadent (Clematis flammula)
- matafoc aracnoide (Sempervivum arachnoideum)
- matafoc de muntanya (Sempervivum montanum)
- matafoc muntanyenc (Sempervivum montanum)
- matafoc (Plantago sempervirens)
- matafoc (Cistus clusii)
- matagallina (Lonicera pyrenaica)
- matagallina (Daphne gnidium)
- matallops blau (Aconitum napellus)
- matallops groc (Aconitum vulparia)
- matallops (Aconitum vulparia)
- matallums (Sisymbrium irio)
- matapoll (Daphne gnidium)
- matapollera (Daphne gnidium)
- matapuces (Mentha suaveolens)
- matavelles (Smilax aspera)
- mauva de roca (Lavatera maritima)
- mauvera (Lavatera arborea)
- mà de Crist (Potentilla reptans)
- màstec bord (Cichorium intybus)
- màsterecs (Cichorium intybus)
- meconopsis (Meconopsis cambrica)
- melandri blanc (Silene latifolia)
- melcoratge comú (Mercurialis annua)
- melcoratge de bosc (Mercurialis perennis)
- melga (Medicago sativa)
- melgó (Medicago sativa)
- melgó marí (Medicago marina)
- melilot blanc (Melilotus alba)
- melissot (Melittis melissophyllum)
- mengraner agre (Punica granatum)
- mengraner (Punica granatum)
- menta borda (Mentha suaveolens)
- menta boscana (Mentha suaveolens)
- menta d'ase (Mentha suaveolens)
- menta de bosc (Mentha suaveolens)
- menta de bou (Mentha suaveolens)
- mentastra (Mentha suaveolens)
- mercurial tomentós (Mercurialis tomentosa)
- mercurial (Mercurialis annua)
- meu (Meum athamanticum)
- mèliga (Medicago sativa)
- micaleu (Prunus mahaleb)
- mill gruà (Lithospermum purpurocaeruleum)
- miosotis de bosc (Myosotis sylvatica)
- miraguà de jardí (Araujia sericifera)
- mirasol (Heliotropium europaeum)
- mirtil (Vaccinium myrtillus)
- moixera de guilla (Sorbus aucuparia)
- moixera de pastor (Sorbus torminalis)
- moixera gran (Sorbus aria)
- moixera vera (Sorbus aria)
- moixera (Sorbus aria)
- moixera o servera (Sorbus domestica)
- moixos (Lagurus ovatus)
- molsa (Selaginella denticulata)
- monetes (Orchis simia)
- monòtropa (Monotropa hypopitys)
- morella roquera (Parietaria officinalis)
- morellosa (Parietaria officinalis)
- morenes (Ramonda myconi)
- morera salvatge (Rubus ulmifolius)
- morera (Rubus ulmifolius)
- morillera (Rubus ulmifolius)
- morritort de fulla estreta (Lepidium graminifolium)
- morro de porc (Urospermum dalechampii)
- morro de porc (Urospermum picroides)
- morro de porcell (Leontodon taraxacoides subsp. hispidus)
- morró comú (Stellaria media)
- morró (Primula veris)
- morruts (Senecio vulgaris)
- mosques blaves (Ophrys speculum)
- mosques grogues (Ophrys lutea)
- mosques negres (Ophrys fusca)
- mossegada del diable (Succisa pratensis)
- motxa (Ononis natrix)
- mudella (Populus nigra)
- muixera (Sorbus aria)
- mula (Euphorbia dendroides)
- murta (Myrtus communis)
- murtera (Myrtus communis)
- murtra (Myrtus communis)

## N
- nabinera (Vaccinium myrtillus)
- nabissera (Vaccinium myrtillus)
- nabiu uliginós (Vaccinium uliginosum)
- nadius (Vaccinium myrtillus)
- naiet (Vaccinium myrtillus)
- naionera (Vaccinium myrtillus)
- naió (Vaccinium myrtillus)
- narcís (Narcissus poeticus)
- navissera uliginosa (Vaccinium uliginosum)
- navissera (Vaccinium myrtillus)
- negundo (Acer negundo)
- nenúfar (Nymphaea alba)
- neòtia (Neottia nidus-avis)
- neret (Rhododendron ferrugineum)
- nesperera (Mespilus germanica)
- nespler (Mespilus germanica)
- nesplera (Mespilus germanica)
- nesprer (Mespilus germanica)
- nibixera (Vaccinium myrtillus)
- niella lluenta (Nigella damascena)
- nigritel·la (Nigritella nigra)
- nimfea blanca (Nymphaea alba)
- nisperer (Mespilus germanica)
- nespler (Mespilus germanica)
- niu d'ocell (Neottia nidus-avis)
- noguer (Juglans regia)
- noguera (Juglans regia)
- noguerola (Pistacia terebinthus)
- nyàmera (Helianthus tuberosus)
- nyespler (Mespilus germanica)

## O
- obre-els-ulls (Tribulus terrestris)
- obriülls (Centaurea calcitrapa)
- obriülls (Tribulus terrestris)
- ocellets (Aquilegia vulgaris)
- odriga (Urtica urens)
- oleandre (Nerium oleander)
- olivarda (Inula viscosa)
- olivella (Cneorum tricoccon)
- olivella (Daphne mezereum)
- olivera (var. europaea) (Olea europaea)
- olivereta (Ligustrum vulgare)
- olivereta (Cneorum tricoccon)
- olivereta (Daphne mezereum)
- om comú (Ulmus minor)
- om de riu (Populus nigra)
- oma (Ulmus glabra)
- onosma bona (Saxifraga longifolia)
- onosma (Saxifraga longifolia)
- orega (Origanum vulgare)
- orella d'ase (Arum italicum)
- orella d'os (Borago officinalis)
- orella d'os (Ramonda myconi)
- orella de llebre (Bupleurum rigidum)
- orella de monjo (Umbilicus rupestris)
- orenga (Origanum vulgare)
- oriola (Viburnum tinus)
- orquis cremat (Orchis ustulata)
- orquis sambucí (Orchis sambucina)
- orquídia abortiva (Limodorum abortivum)
- orquídia piramidal (Anacamptis pyramidalis)
- ortiga barragana (Urtica urens)
- ortiga blanca (Sideritis hirsuta)
- ortiga blanca (Lamium flexuosum)
- ortiga borda (Lamium flexuosum)
- ortiga morta (Lamium flexuosum)
- ortiga de la senzilla (Urtica urens)
- ortiga gran (Urtica dioica)
- ortiga groga (Lamium galeobdolon)
- ortiga grossa (Urtica dioica)
- ortiga major (Urtica dioica)
- ortiga menuda (Urtica urens)
- ortiga morta (Lamium galeobdolon)
- ortiga petita (Urtica urens)
- ortigola (Urtica urens)
- ortriga (Urtica dioica)
- osmunda (Osmunda regalis)

## P
- pa de cucut blanc (Oxalis acetosella)
- pa de cucut de bosc (Oxalis acetosella)
- pa de cucut (Oxalis corniculata)
- pa de rabosa (Chamaerops humilis)
- pa-i-peixet (Borago officinalis)
- paiola (Reseda luteola)
- palma d'escombres (Chamaerops humilis)
- palma (Chamaerops humilis)
- palmella (Chamaerops humilis)
- palmereta borda (Chamaerops humilis)
- palmerola (Chamaerops humilis)
- palo sant (Sorbus torminalis)
- palònia blanca (Helleborus foetidus)
- palònia borda (Helleborus foetidus)
- pan d'Audel (Sedum sediforme)
- panical blanc (Eryngium bourgatii)
- panical blau (Echinops ritro)
- panical blau (Eryngium bourgatii)
- panical comú (Eryngium campestre)
- panical marí (Eryngium maritimum)
- panical (Echinops ritro)
- panical (Eryngium campestre)
- paparota (Papaver rhoeas)
- papoles (Lepidium draba)
- paradella crespa (Rumex crispus)
- paramà alpí (Papaver alpinum)
- pare i fill (Asteriscus spinosus)
- paroníquia argentada (Paronychia argentea)
- paroníquia de roca (Paronychia kapela)
- parraca (Picris hieracioides)
- passerella (Heliotropium europaeum)
- pastanaga borda (Daucus carota subsp. carota)
- pastorella (Gentiana verna)
- patatera (Solanum tuberosum)
- pàmpols (Helleborus viridis)
- pebre bord (Vitex agnus-castus)
- pebre foll d'Espanya (Vitex agnus-castus)
- pebrots de ruc (Reseda alba)
- pedaços (Picris hieracioides)
- pedrenca crassifòlia (Plantago crassifolia)
- pedrenca marina (Plantago crassifolia)
- pedrerols (Lathyrus cicera)
- pelaguer junci (Stipa offneri)
- pelaguer (Stipa offneri)
- pelitre (Lepidium draba)
- pelosella (Hieracium pilosella)
- pelovella (Cerastium glomeratum)
- penical blau (Echinops ritro)
- pentinel·la (Sanguisorba minor)
- pentinella (Sanguisorba minor)
- peònia de muntanya (Paeonia officinalis)
- peònia (Paeonia officinalis)
- pepellides (Umbilicus rupestris)
- perdiuetes (Leuzea conifera)
- pericó groc (Hypericum perforatum)
- pericó (Hypericum perforatum)
- periquet (Hypericum perforatum)
- peronya (Paeonia officinalis)
- perpetuina (Helichrysum stoechas)
- pesolera (Pisum sativum)
- petadors (Silene vulgaris)
- peterrell (Erica multiflora)
- pets (Silene vulgaris)
- peu d'ase (Tussilago farfara)
- peu de bou (Arum italicum)
- peu de Crist (Potentilla reptans)
- peu de llebre (Plantago lagopus)
- peu de mula (Tussilago farfara)
- peu de rata (Potentilla reptans)
- peu de vedell (Arum italicum)
- peucrist (Alchemilla alpina)
- peuets de nostre senyor (Fumaria officinalis)
- peuets (Fumaria officinalis)
- peutrist (Potentilla reptans)
- pèl caní (Nardus stricta)
- pèl de bou (Poa annua)
- pèl de ca (Hordeum murinum)
- pèl de ca (Poa bulbosa)
- pèsol bord (Lathyrus latifolius)
- pèsol silvestre (Lathyrus latifolius)
- pi blanc (Pinus halepensis)
- pi bo (Pinus pinea)
- pi bord (Pinus halepensis)
- pi campaner (Pinus pinea)
- pi de llei (Pinus pinea)
- pi de pinyons (Pinus pinea)
- pi femella (Pinus sylvestris)
- pi garriguenc (Pinus halepensis)
- pi melic (Pinus halepensis)
- pi nas (Pinus halepensis)
- pi negre (Pinus mugo)
- pi para-sol (Pinus pinea)
- pi pinyer (Pinus pinea)
- pi pinyoner (Pinus pinea)
- pi roig (Pinus sylvestris)
- pi ver (Pinus pinea)
- pica-gallina (Stellaria media)
- pica-poll (Stellaria media)
- picabaralles (Viburnum tinus)
- picamanes (Urtica dioica)
- picamoros (Urtica dioica)
- picapoll (Daphne gnidium)
- picardia (Linaria cymbalaria)
- pimpinel·la (Sanguisorba minor)
- pimpinella petita (Sanguisorba minor)
- pimpinella (Sanguisorba minor)
- pinassa (Pinus nigra)
- pinastre (Pinus pinaster)
- pinta de moro (Dipsacus fullonum)
- pinta (Dipsacus fullonum)
- pintacoques (Papaver somniferum)
- pinya de cardar (Dipsacus fullonum)
- pinya de Sant Joan (Leuzea conifera)
- pinzell (Coris monspeliensis)
- piorna (Paeonia officinalis)
- pipius blaus (Muscari comosum)
- piracant (Pyracantha coccinea)
- pistolòquia (Aristolochia pistolochia)
- piürna (Paeonia officinalis)
- pivet (Abies alba)
- pixacà (Taraxacum officinale)
- pixallits (Taraxacum officinale)
- pixanera (Alyssum maritimum)
- pixina (Globularia alypum)
- pícea (Picea abies)
- pígol (Populus nigra)
- pírola uniflora (Pyrola uniflora)
- plantatge cornut (Plantago coronopus)
- plantatge de ca (Plantago sempervirens)
- plantatge de cinc venes (Plantago lanceolata)
- plantatge de fulla estreta (Plantago lanceolata)
- plantatge marí (Plantago crassifolia)
- plantatge mitjà (Plantago media)
- plantatge morro d'ovella (Plantago lagopus)
- platantera de dues fulles (Platanthera bifolia)
- platicapne (Platycapnos spicata)
- plats giradors (Nymphaea alba)
- fals plàtan (Acer platanoides)
- poa de prat (Poa pratensis)
- poliol (Teucrium polium)
- polipodi (Polypodium vulgare)
- polipodi de muntanya (Polypodium vulgare)
- polígala rupestre (Polygala rupestris)
- polístic setífer (Polystichum setiferum)
- poll alba (Populus alba)
- poll àlber (Populus alba)
- poll bordissot (Populus nigra)
- poll negre (Populus nigra)
- poll (Populus nigra)
- polla borda (Populus nigra)
- polla poncella (Populus nigra)
- polla vimenera (Populus nigra)
- polla (Populus nigra)
- pollancre (Populus nigra)
- pollet (Salicornia europaea)
- pom de moro (Urospermum dalechampii)
- pom de moro (Urospermum picroides)
- pomal bord (Sorbus aucuparia)
- pomera borda (Pyrus malus)
- pomera borda (Sorbus aria)
- pomera silvestre (Sorbus aria)
- pomerola (Amelanchier ovalis)
- porrassa (Asphodelus albus)
- porrassa (Asphodelus cerasiferus)
- porrassí (Asphodelus fistulosus)
- pota d'euga (Tussilago farfara)
- pota de bou (Tussilago farfara)
- pota de bou (Arum italicum)
- pota de cavall (Petasites fragrans)
- pota de cavall (Tussilago farfara)
- pota de gat (Antennaria dioica)
- potentil·la verna (Potentilla neumanniana)
- presseguera borda (Polygonum persicaria)
- presseguera vera (Polygonum persicaria)
- presseguera (Polygonum persicaria)
- primavera (Primula veris)
- prímula (Primula veris)
- prunel·la grandiflora (Prunella grandiflora subsp. pyrenaica)
- prunel·la vulgar (Prunella vulgaris)
- pruneller (Prunus spinosa)
- prunera borda (Prunus mahaleb)
- prunera borda (Sorbus aria)
- prunyoner (Prunus spinosa)
- puces (Briza minor)
- pulmonària de fulla ampla (Pulmonaria affinis)
- punta de rella (Arum italicum)
- punxaclaus (Tribulus terrestris)
- puput (botànica) (Papaver rhoeas)

## Q
- queixals de llop (Tribulus terrestris)
- queixals de vella (Taraxacum officinale)
- queixals de vella (Tribulus terrestris)
- quicaraquic (Papaver rhoeas)
- quiquiriquics (Papaver rhoeas)

## R
- rabosa (Galium aparine)
- raïm d'ossa (Arctostaphylos uva-ursi)
- raïm de moro (Phytolacca americana)
- rajolet (Pinus sylvestris)
- ram de Sant Pere (Crataegus monogyna)
- ramell de Sant Ponç (Helichrysum stoechas)
- ramell de tot l'any (Helichrysum stoechas)
- ranuncle (Ranunculus muricatus)
- ranuncle bulbós (Ranunculus bulbosus)
- ranuncle graminoide (Ranunculus gramineus)
- rapa de frare (Arisarum vulgare)
- rapa (Arum italicum)
- raspall (Cneorum tricoccon)
- raspeta (Rubia peregrina)
- rave de mar (Cakile maritima)
- ravenissa (Sisymbrium irio)
- ravenissa blanca (Diplotaxis erucoides)
- reboll (Quercus faginea)
- regalessi (Glycyrrhiza glabra)
- regalèssia de muntanya (Trifolium alpinum)
- regalèssia (Glycyrrhiza glabra)
- regalíssia borda (Astragalus glycyphyllos)
- regalíssia de muntanya (Trifolium alpinum)
- regalíssia (Glycyrrhiza glabra)
- rellotges (Erodium sanguis-christi)
- rellotges (Geranium rotundifolium)
- rellotges (Erodium cicutarium)
- rellotges (Geranium robertianum)
- rellotges (Erodium malacoides)
- rellotges (Geranium molle)
- rem de moro (Phytolacca americana)
- remolatxa (Beta vulgaris)
- resplendor de la nit (Drosera rotundifolia)
- rèvola (Stellaria holostea)
- rèvola borda (Sherardia arvensis)
- rèvola menuda (Stellaria graminea)
- rèvola vera (Stellaria holostea)
- riber alpí (Ribes alpinum)
- ribola (Stellaria holostea)
- ridorta (Clematis flammula)
- rierenca (Dipsacus fullonum)
- rioles espinoses (Xanthium spinosum)
- ripoll (Oryzopsis miliacea)
- robínia (Robinia pseudoacacia)
- rocamorella (Parietaria officinalis)
- roella (Papaver rhoeas)
- rogeta (Rubia peregrina)
- roja (Rubia tinctorum)
- roldor (Coriaria myrtifolia)
- romaní (Salvia rosmarinus)
- romeguer (Rubus ulmifolius)
- romeguera (Rubus ulmifolius)
- romer (Salvia rosmarinus)
- romiguera (Rubus ulmifolius)
- ronxa (Urtica urens)
- rosa boscana (Rosa sempervirens)
- rosa d'ase (Paeonia officinalis)
- rosa de roc (Saxifraga longifolia)
- rosa de tot l'any (Rosa sempervirens)
- rosa montesca (Paeonia officinalis)
- rosella marina (Glaucium flavum)
- rosella vera (Papaver rhoeas)
- roser alpí (Rosa pendulina)
- roser bord (Rosa sempervirens)
- roser d'hivern (Rosa sempervirens)
- roser de pastor (Rosa sempervirens)
- roser englatiner (Rosa sempervirens)
- rossí blanc (Astragalus incanus)
- rotaboc (Lonicera implexa)
- rotgeta (Rubia peregrina)
- roure de fulla gran (Quercus petraea)
- roure de fulla grossa (Quercus petraea)
- roure de fulla petita (Quercus faginea)
- roure martinenc (Quercus humilis)
- roure pènol (Quercus robur)
- roure valencià (Quercus faginea)
- rovella (Papaver rhoeas)
- ruac (Ononis tridentata)
- ruda borda (Peganum harmala)
- ruda de ca (Scrophularia canina)
- ruda de paret (Asplenium ruta-muraria)

## S
- sabatetes de la Mare de Déu (Cypripedium calceolus)
- sabatetes del Bon Jesús (Ophrys speculum)
- saboneta (Saponaria officinalis)
- sabotida (Satureja montana)
- sabó de gitana (Saponaria officinalis)
- sacorrell (Dorycnium pentaphyllum)
- saginera (Stellaria media)
- sajolida de bosc (Satureja montana)
- sajurida (Satureja montana)
- salabardà (Rhododendron ferrugineum)
- salanca blanca (Salix purpurea)
- salanca negra (Salix elaeagnos)
- salanca (Salix elaeagnos)
- salanca (Salix purpurea)
- salat (Salsola kali)
- salenca blanca (Salix purpurea)
- salenca herbàcia (Salix herbacea)
- salenca (Salix purpurea)
- salicària (Lythrum salicaria)
- salicorn comú (Arthrocnemum fruticosum)
- salicorn glauc (Arthrocnemum macrostachyum)
- Cirialera herbàcia (Salicornia europaea)
- salicòrnia arbustiva (Arthrocnemum fruticosum)
- saliguera (Salix elaeagnos)
- salsa de pastor (Thymus serpyllum)
- salsona revelluda (Arthrocnemum fruticosum)
- salvamare (Lonicera xylosteum)
- salvió blener (Phlomis lychnitis)
- salvínia (Salvinia natans)
- salze blanc (Salix alba)
- salze vimener (Salix purpurea)
- sangnua (Equisetum telmateia)
- sanguinària blanca (Paronychia argentea)
- sanguinària blava (Lithospermum fruticosum)
- sanguinyol (Cornus sanguinea)
- sanícula (Sanicula europaea)
- santjoanera (Lonicera xylosteum)
- santjuaní (Clematis flammula)
- saponària (Saponaria officinalis)
- sarcocapne (Sarcocapnos enneaphylla)
- sarga (Salix elaeagnos)
- sarguera (Salix elaeagnos)
- sargués (Salix elaeagnos)
- sarriassa (Arum italicum)
- sarronets de pastor (Capsella bursa-pastoris)
- satalia (Narcissus poeticus)
- saula trencadella (Salix cinerea)
- saula (Salix alba)
- saula (Salix cinerea)
- saule (Salix alba)
- saulic (Salix purpurea)
- saüc racemós (Sambucus racemosa)
- saüc (Sambucus nigra)
- saüquer (Sambucus nigra)
- savina comuna (Juniperus phoenicea)
- savina de muntanya (Juniperus sabina)
- savina turífera (Juniperus thurifera)
- saxífraga aizoide (Saxifraga aizoides)
- saxífraga estel·lada (Saxifraga stellaris)
- saxífraga granulosa (Saxifraga granulata)
- sàlic (Salix elaeagnos)
- sàlvia bona (Salvia officinalis)
- sàlvia d'Aragó (Salvia officinalis)
- sàlvia de bosc (Phlomis lychnitis)
- sàlvia per remei (Salvia officinalis)
- sàlvia (Salvia officinalis)
- sàlzer (Salix alba)
- seder (Gomphocarpus fruticosus)
- segell de Salomó (Polygonatum odoratum)
- segle (Secale cereale)
- selaginel·la de muntanya (Selaginella selaginoides)
- selaginel·la denticulada (Selaginella denticulata)
- sempre-en-flor (Alyssum maritimum)
- sempreviva borda (Helichrysum stoechas)
- senet bord (Coronilla emerus)
- senet de pagesos (Daphne laureola)
- senet de pobre (Globularia vulgaris)
- senet (Daphne laureola)
- senill (Phragmites australis)
- senís (Phragmites australis)
- senyorida (Thymus vulgaris)
- seràpia (Serapias lingua)
- seridoler (Sorbus aucuparia)
- serpol (Thymus serpyllum)
- server de bosc (Sorbus aucuparia)
- server de caçadors (Sorbus aucuparia)
- server (Sorbus domestica)
- servera (Sorbus domestica)
- serverola (Agrimonia eupatoria)
- setge (Dorycnium hirsutum)
- sègol (Secale cereale)
- silene acaule (Silene acaulis)
- silene gàl·lica (Silene gallica)
- sistra (Meum athamanticum)
- sistre (Meum athamanticum)
- siuet o sivet (Aconitum napellus)
- sivina (Juniperus phoenicea)
- socarrell (Dorycnium hirsutum)
- socarrell (Dorycnium pentaphyllum)
- soldanel·la alpina (Soldanella alpina)
- soldanella de mar (Calystegia soldanella)
- sorolles (Rhinanthus mediterraneus)
- sosa dura (Arthrocnemum macrostachyum)
- sosa (Salsola kali)
- suassana blana (Geranium molle)
- suassana rotundifòlia (Geranium rotundifolium)
- suassana (Geranium rotundifolium)
- surer (Quercus suber)
- surera (Quercus suber)

## T
- tabac de jardí (Nicotiana glauca)
- talarides (Tanacetum vulgare)
- talictre tuberós (Thalictrum tuberosum)
- tamarell (Tamarix africana)
- tamaric (Tamarix africana)
- tamariu africà (Tamarix africana)
- tanacet (Tanacetum vulgare)
- tanarida (Tanacetum vulgare)
- taparer (Capparis spinosa)
- tapenera (Capparis spinosa)
- taperera (Capparis spinosa)
- taronger agre (Citrus aurantium)
- taronger amargant (Citrus aurantium)
- tarró (Salvia pratensis)
- tàrrec blanc (Sideritis hirsuta)
- tàrrec comú (Salvia verbenaca)
- tàrrec de prat (Salvia pratensis)
- tàrrecs (Tamus communis)
- te bord (Chenopodium ambrosioides)
- te d'Espanya (Chenopodium ambrosioides)
- te de bosc (Cruciata glabra)
- te de Galba (Sideritis hyssopifolia)
- te de roca (Jasonia saxatilis)
- te fals (Chenopodium ambrosioides)
- te salvatge (Sideritis hyssopifolia)
- teix (Taxus baccata)
- teixera (Taxus baccata)
- tell de fulla gran (Tilia platyphyllos)
- tell de fulla petita (Tilia cordata)
- tell (Tilia cordata)
- tell (Daphne gnidium)
- tèsium divaricat (Thesium humifusum)
- til·lea (Crassula tillaea)
- til·ler de fulla petita (Tilia cordata)
- til·ler (Tilia cordata)
- til·ler (Tilia platyphyllos)
- tiller (Tilia platyphyllos)
- tillol (Tilia platyphyllos)
- timonet (Sideritis hyssopifolia)
- timó mascle (Teucrium polium)
- timó (Thymus vulgaris)
- tintorell (Daphne gnidium)
- tintorell (Daphne mezereum)
- tinya (Stellaria media)
- tisoretes (Corydalis solida)
- tília (Tilia platyphyllos)
- tomaní (Lavandula stoechas)
- tomaní (Thymus vulgaris)
- tora blanca (Aconitum vulparia)
- tora blava (Aconitum napellus)
- tora groga (Aconitum anthora)
- tora pirenaica (Aconitum vulparia)
- tora pirinenca (Aconitum vulparia)
- tora (Aconitum napellus)
- tortellatge (Viburnum lantana)
- tragacant de muntanya (Astragalus sempervirens)
- tramusser bord (Lupinus angustifolius)
- trapera (Capparis spinosa)
- trefle (Trifolium pratense)
- trefle (Trifolium campestre)
- trem (Populus tremula)
- tremo (Populus tremula)
- tremolisos (Populus tremula)
- tremolí (Populus tremula)
- trenca-rocs (Saxifraga granulata)
- trencadella (Salix cinerea)
- trencanua (Equisetum ramosissimum)
- trencanua (Equisetum telmateia)
- trepadella (Onobrychis viciifolia)
- trepadella borda (Onobrychis supina)
- trepó marí (Glaucium flavum)
- tresflorina vera (Hypericum perforatum)
- trevolet de prat (Trifolium repens)
- trèmol (Populus tremula)
- trèvol blans (Trifolium repens)
- trèvol de mamella de vaca (Anthyllis tetraphylla)
- trèvol de prat (Trifolium pratense)
- trèvol de prat (Trifolium campestre)
- trèvol de rodet (Medicago marina)
- trèvol estelat (Trifolium stellatum)
- trèvol pudent (Psoralea bituminosa)
- trifoli estrellat (Trifolium stellatum)
- tríbol (Tribulus terrestris)
- trompera (Ephedra fragilis)
- trompera d'aigua (Equisetum arvense)
- trompera fràgil (Ephedra fragilis)
- trons (Silene vulgaris)
- trualler (Crataegus monogyna)
- tulipa salvatge (Tulipa sylvestris)
- tulipa senzilla (Tulipa sylvestris)
- tulipa silvestre (Tulipa sylvestris)
- tussílag (Tussilago farfara)

## U
- ugons (Ononis natrix)
- ull de bou (Asteriscus spinosus)
- ull de perdiu (Myosotis sylvatica)
- ullastre (var. sylvestris) (Olea europaea)
- ullastre de frare (Phagnalon saxatile)
- ullastró (Globularia alypum)
- ungla de gat (Ononis natrix)
- urdigues (Urtica dioica)
- uró (Acer opalus)
- userda (Medicago sativa)
- ussona (Festuca gautieri)

## V
- valeriana vera (Valeriana officinalis)
- valeriana (Valeriana officinalis)
- valeriana (Centranthus ruber)
- valzia negra (Asplenium adiantum-nigrum)
- vara d'or (Solidago virgaurea)
- vauma (Malva sylvestris)
- vauma de roca (Lavatera maritima)
- veça borda (Vicia sepium)
- veçot (Vicia cracca)
- veçot articulat (Lathyrus clymenum)
- veçota (Vicia hybrida)
- vedells (Antirrhinum majus)
- verbena (Verbena officinalis)
- verdolaga (Portulaca oleracea)
- verdura (Silene vulgaris)
- verga (Salix elaeagnos)
- verguera (Salix elaeagnos)
- vern menut (Phillyrea angustifolia)
- vern (Alnus glutinosa)
- verna (Alnus glutinosa)
- verònica austríaca (Veronica austriaca)
- verònica pèrsica (Veronica persica)
- verònica polida (Veronica polita)
- vesc (Viscum album)
- vidalba (Clematis vitalba)
- vidauba (Clematis flammula)
- vidiella (Clematis flammula)
- vidriella (Clematis flammula)
- vimetera vermella (Salix purpurea)
- vinagrella (Rumex acetosella)
- vinagrella borda (Rumex bucephalophorus)
- vinagrella (Oxalis pes-caprae)
- vinca ciliada (Vinca major)
- viola boscana (Viola alba)
- viola d'aigua (Pinguicula grandiflora)
- viola d'olor (Viola alba)
- viola silvestre (Viola sylvestris)
- violer blanc (Matthiola incana)
- violer bord (Matthiola incana)
- violer comú (Matthiola incana)
- violer vermell (Matthiola incana)
- Violer (Matthiola incana)
- violeta (Viola sylvestris)
- violeta de la Mare de Déu (Viola alba)
- violeta (Viola alba)
- visc (Viscum album)
- viscari (Viscum album)
- visquera (Viscum album)
- visquercí (Viscum album)
- viuda borda (Scabiosa atropurpurea)
- viudes (Aquilegia vulgaris)
- vícia de bardissa (Vicia sepium)
- vídues (Scabiosa atropurpurea)

## X
- xamedris (Teucrium chamaedrys)
- xarriasses (Arum italicum)
- xàrries (Arum italicum)
- xavo (Hydrocharis morsus-ranae)
- xavos (Hydrocharis morsus-ranae)
- xenixell (Senecio vulgaris)
- xereix aferradís (Setaria verticillata)
- xereix d'aresta groga (Setaria glauca)
- xereix miller (Setaria viridis)
- xereix de pota de gall (Echinochloa crus-galli)
- xerevia (Pastinaca sativa subsp. sativa)
- xeringa (Ecballium elaterium)
- xèrria (Arum italicum)
- xicoia (Taraxacum dissectum)
- xicoina (Cichorium intybus)
- xicoira (Cichorium intybus)
- xicoira gran (Lactuca perennis)
- xicòria (Cichorium intybus)
- xilosti (Lonicera xylosteum)
- ximbla (Vitex agnus-castus)
- xipell (Erica multiflora)
- xiprell (Erica multiflora)
- xerivia (Pastinaca sativa subsp. sativa)
- xiripia (Urtica dioica)
- xirivia (Pastinaca sativa subsp. silvestris)
- xirivia silvestre (Pastinaca sativa subsp. silvestris)
- xisca (Imperata cylindrica)
- xiuet (Aconitum napellus)
- xítxero (Pisum sativum)
- xop (Populus nigra)
- xop blanc (Populus alba)
- xordiga (Urtica dioica)
- xordiga (Urtica urens)
- xuclador (Melampyrum pratense)
- xuclamel (Alyssum maritimum)
- xuclamel (Lonicera etrusca)
- xuclamel (Lonicera implexa)
- xuclamel alpigen (Lonicera alpigena)
- xuclamel de roca (Lonicera pyrenaica)
- xuclamel negre (Lonicera nigra)
- xuclamel santjoaner (Lonicera xylosteum)
- xuclamel xilosti (Lonicera xylosteum)
- xufera (Cyperus esculentus)
- xuflera (Cyperus esculentus)

## Z
- zigofil·la (Zygophyllum fabago)
- zigofil·le (Zygophyllum fabago)
- zigofil·le blanc (Zygophyllum album)
- zitzània (Lolium temulentum)